# Wuzhong, Suzhou
Wuzhong är ett stadsdistrikt i Suzhou i Jiangsu-provinsen i östra Kina. 
1. ↑  http://www.geohive.com/cntry/cn-32.aspx